# Chapelle Notre-Dame de Lamaron
La chapelle Notre-Dame de Lamaron (ou Notre-Dame de L'Amaron) est une chapelle romane située près de Lagarde-d'Apt en Provence, dans le département de Vaucluse en région Provence-Alpes-Côte d'Azur.

## Localisation
La chapelle se dresse, solitaire, sur le plateau d'Albion, à plus de 1 000 m d'altitude et à 2,5 km au nord-est de Lagarde-d'Apt sur la route menant à Saint-Christol.

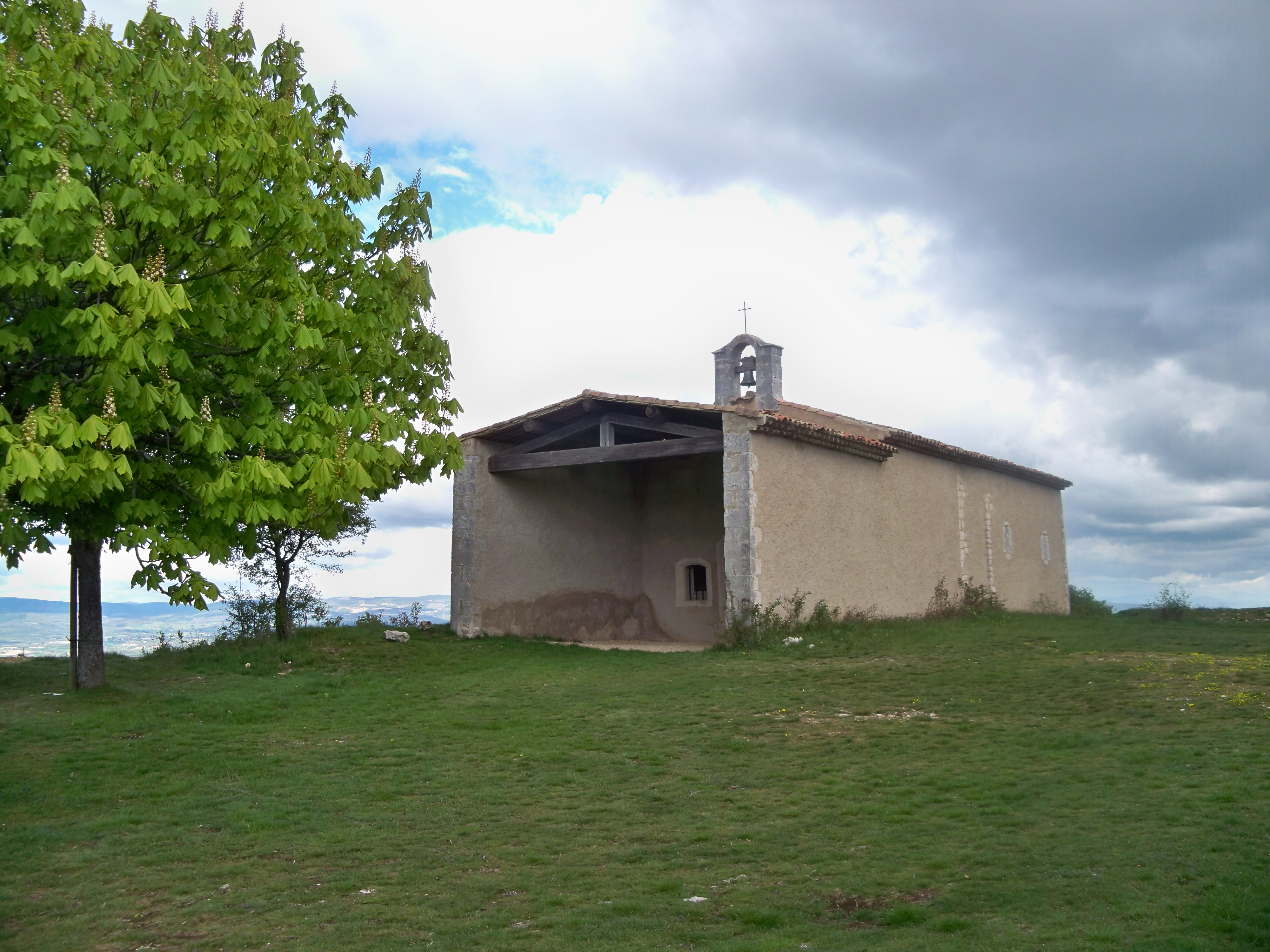
La chapelle vue de l'ouest.

## Historique
La chapelle est mentionnée comme possession de l'abbaye Saint-Victor de Marseille en 1032.
L'abside date du XIe siècle mais la nef lui est largement postérieure : elle a été reconstruite en 1667 comme l'atteste une pierre insérée dans la maçonnerie sous l'auvent.

## Architecture
La chapelle présente un plan très simple, tout en longueur : une seule nef, prolongée par une abside semi-circulaire à l'est et par un auvent à l'ouest.
Les murs de la chapelle sont recouverts de crépi, la pierre de taille n'étant visible qu'au niveau des chaînages d'angle et de l'encadrement des baies.
La pierre de taille, assemblée en appareil irrégulier, est beaucoup plus visible au niveau du chevet, qui n'est que partiellement recouvert de crépi.
La chapelle est couverte de tuiles et est surmontée d'un clocheton à baie campanaire unique.

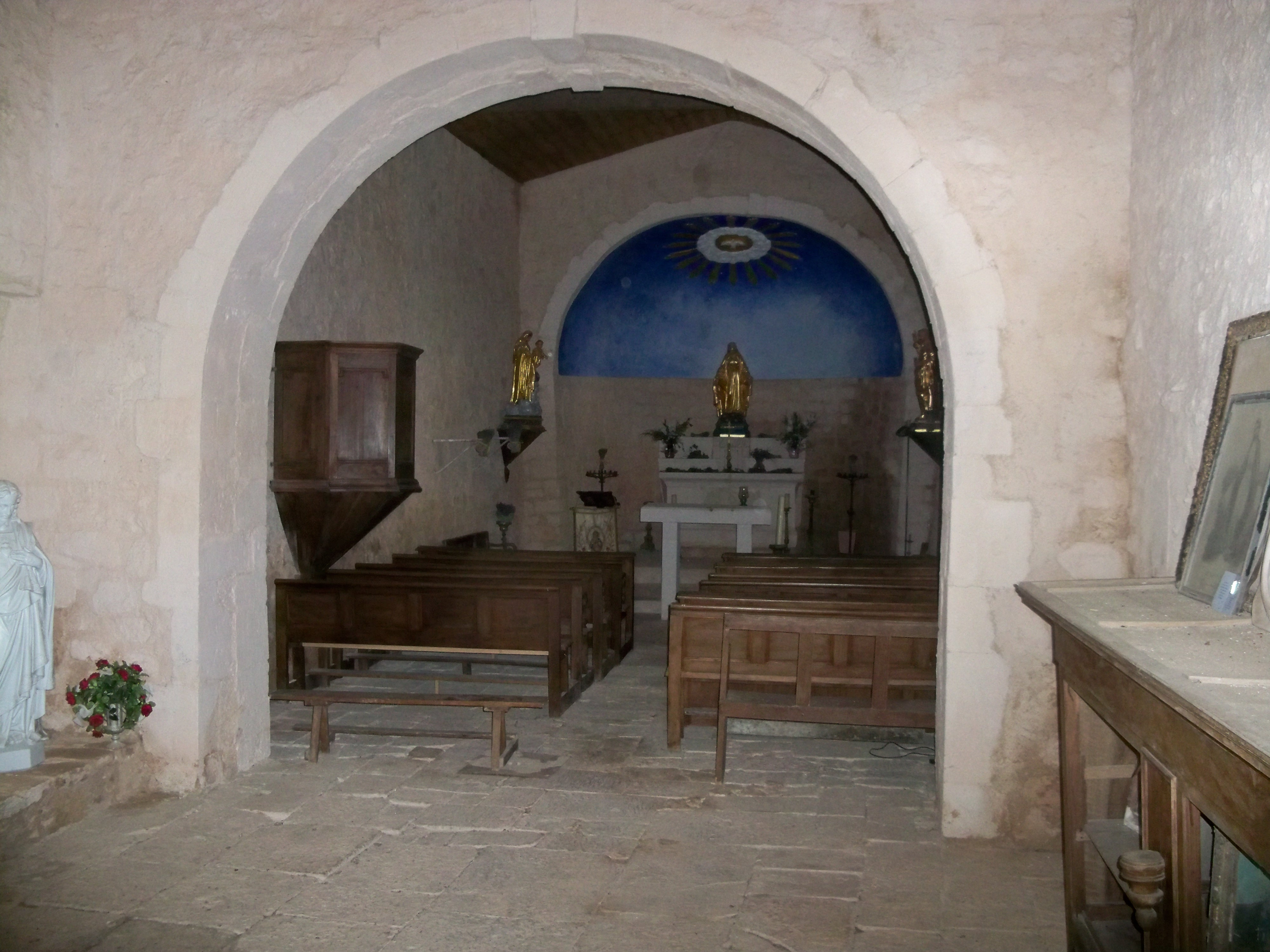
Intérieur de la chapelle.
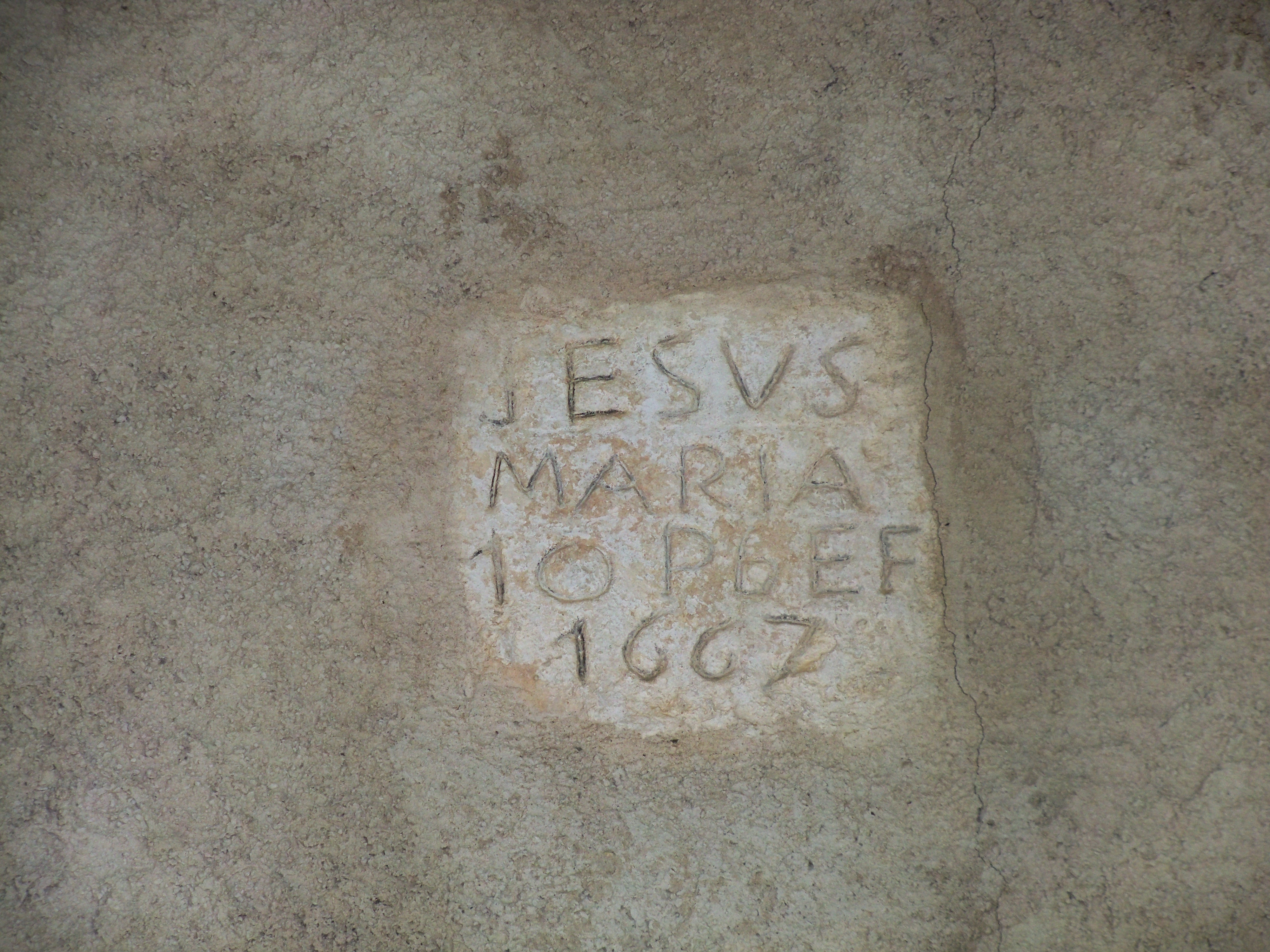
Pierre notant la date de la restauration de 1667.
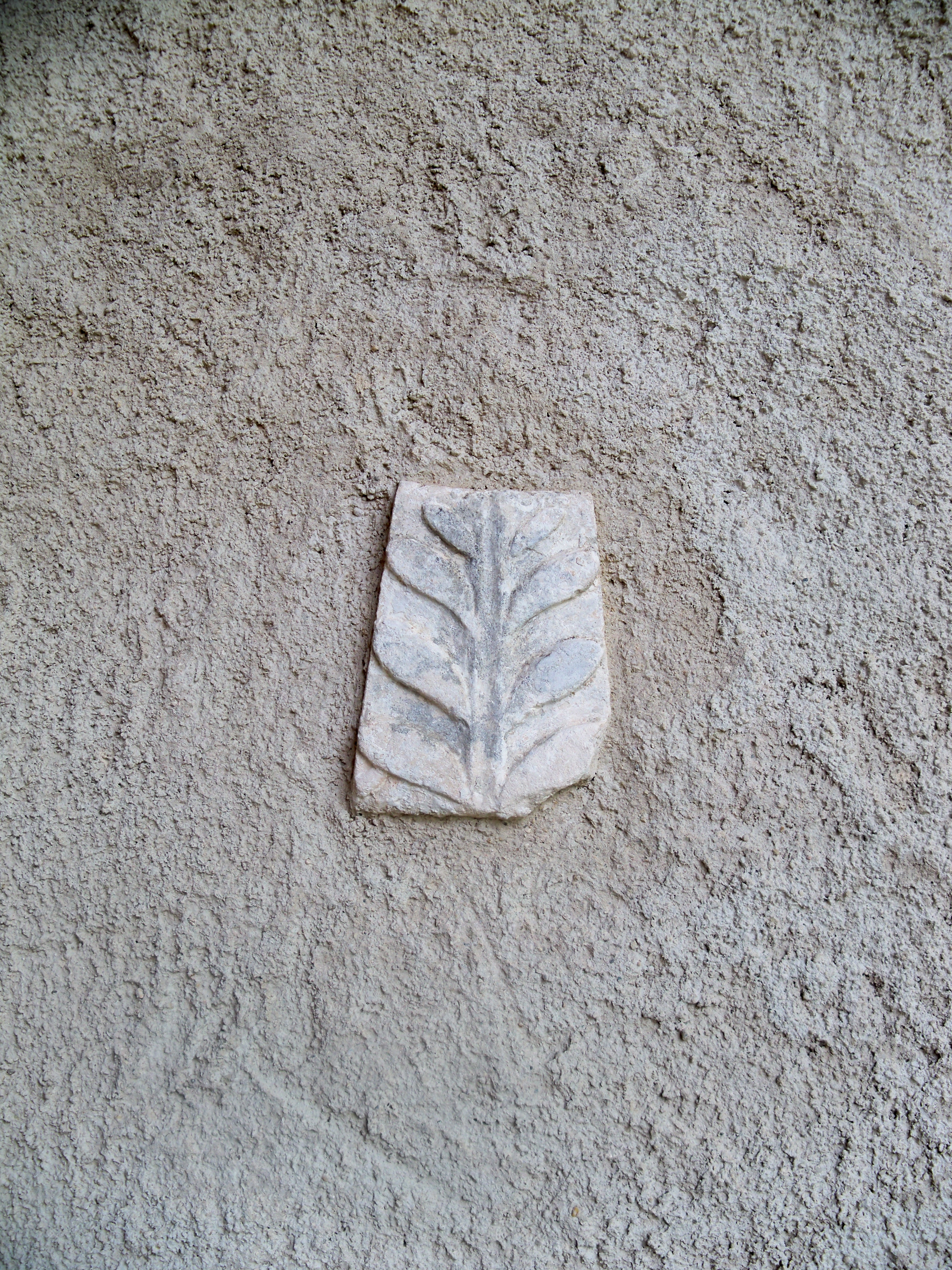
Pierre en réemploi de l'édifice roman primitif.
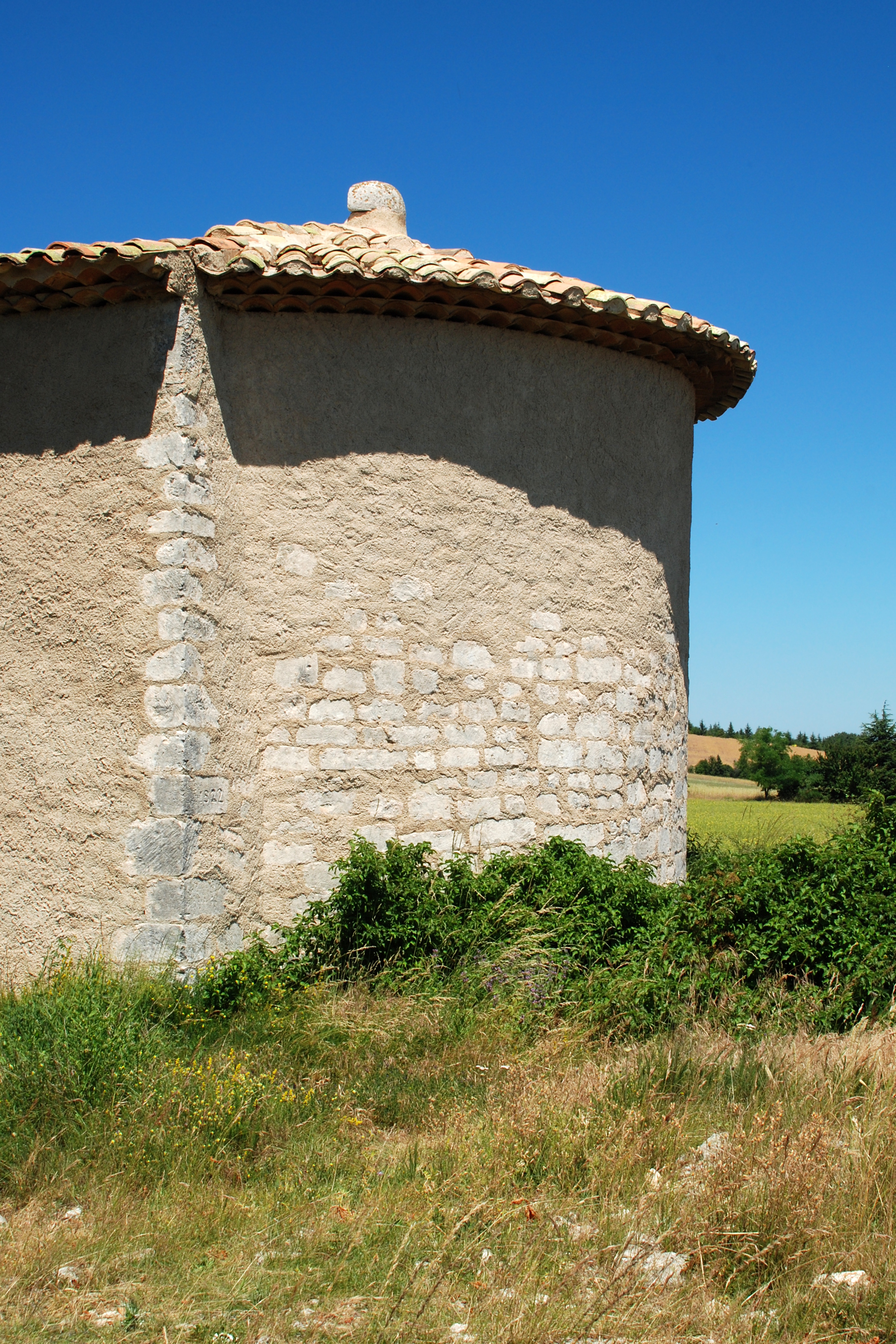
L'abside.